# Weinmannia aphanoneura
Weinmannia aphanoneura är en tvåhjärtbladig växtart som beskrevs av Airy-shaw. Weinmannia aphanoneura ingår i släktet Weinmannia och familjen Cunoniaceae. Inga underarter finns listade i Catalogue of Life.